# Eva Kantůrková
Eva Kantůrková, született Sílová, első férje után Šternová (Prága, 1930. május 11. –) cseh író, forgatókönyvíró. Fiatalon a kommunizmus híve, de Csehszlovákia 1968-as katonai megszállása után az ellenzékhez csatlakozott, és a Charta ’77 egyik aláírója lett. Regényeiben, elbeszéléseiben, történelmi esszéiben és naplóiban a cseh ellenzék elnyomását írta le, valamint a politikai és személyes kiábrándulás témáját dolgozta fel.

## Pályafutása
Apja Jiří Síla (1911–1960) kommunista újságíró, anyja Bohumila Sílová (1908–1957) író volt. Apja hatására csatlakozott a kommunista ifjúsági mozgalomhoz, de Csehszlovákia 1968-as megszállása után elutasította a kommunizmust. 1970-ben kilépett a kommunista pártból, és a cseh ellenzéki mozgalomhoz csatlakozott. Íróként feketelistára került, megjelent könyveit eltávolították a könyvesboltok polcairól. A cseh kulturális élet számos neves képviselője mellett egyike volt Charta ’77 nyilatkozat aláíróinak. 1979-ben külföldön megjelent interjúkötete miatt, amelyben cseh ellenzéki nőket szólaltatott meg, 1981. június 5-én letartóztatták. Felforgatással vádolták, és bírói végzés nélkül tíz hónapig tartották fogva. Ebből a tapasztalatból született 1984-ben Přítelkyně z domu smutku (Barátnők a gyász házából) című regénye.
A bársonyos forradalom után a Cseh Írószövetség elnökeként tevékenykedett, és a művelődési minisztériumban dolgozott. 2006-ban az újonnan létrehozott Cseh Irodalmi Akadémia elnöke lett.

## Munkássága
Első regénye, az 1967-ben megjelent Smuteční slavnost (Gyászszertartás) egy parasztgazda haláláról szólt, amelyet az 1950-es évekbeli szövetkezetesítés okozott. Az 1970-es évek végétől kezdve 1990-ig két elbeszéléskötetet és egy regénytrilógiát írt, amelyeknek témája a politikai kiábrándulás. További művei ebből az időszakból a kereszténység és a kommunizmus konflikturásól szólnak. Kiadta emlékiratait és naplóit, köztük a férje elvesztését feldolgozó 1999-es és 2000-es naplókat.
Forgatókönyvei
- Gyászszertartás (1969, bemutatva 1990-ben), rendező Zdenek Sirový(wd)
- Bratr Zak (1972, TV-film), rendező Karel Pokorný(wd)
- Prítelkyne z domu smutku (1992, TV-sorozat)
- Ceremoniár (1996), rendező Jirí Vercák(wd)
- Jan Hus (2015, TV-sorozat)
- Jan Palach (2018), rendező Robert Sedlácek(wd)

## Családja
Első férje, Jan Štern (1924–2012) költő és publicista, második férje Jiří Kantůrek (1932–1998) újságíró és televíziós publicista, 1989–1992 között a Csehszlovák Televízió igazgatója volt. Első házasságából született fiai: Ivan Štern (1949) közgazdász és Jan Štern (1953) televíziós dramaturg, producer.

## Fordítás
Ez a szócikk részben vagy egészben  az   Eva Kantůrková című angol Wikipédia-szócikk ezen változatának fordításán alapul.  Az eredeti cikk szerkesztőit annak laptörténete sorolja fel. Ez a jelzés csupán a megfogalmazás eredetét és a szerzői jogokat jelzi, nem szolgál a cikkben szereplő információk forrásmegjelöléseként.